# Motilidad bacteriana
La motilidad bacteriana es la capacidad de las bacterias para moverse de forma independiente utilizando energía metabólica. La mayoría de los mecanismos de motilidad que evolucionaron entre las bacterias también evolucionaron paralelamente entre las arqueas. La mayoría de las bacterias con forma de bastón pueden moverse utilizando su propia energía, lo que permite la colonización de nuevos entornos y el descubrimiento de nuevos recursos para la supervivencia. El movimiento bacteriano depende no sólo de las características del medio, sino también del uso de distintos apéndices para propulsarse. Tanto los movimientos de enjambre como los de natación son impulsados por flagelos giratorios. Mientras que el enjambre es un movimiento multicelular 2D sobre una superficie y requiere la presencia de tensioactivos, la natación es el movimiento de células individuales en medios líquidos.
Otros tipos de movimiento que se producen en superficies sólidas son las sacudidas, el deslizamiento y el deslizamiento, todos ellos independientes de los flagelos. Las sacudidas dependen de la extensión, adhesión a una superficie y retracción de los pili de tipo IV, que tiran de la célula hacia delante de forma similar a la acción de un garfio, proporcionando energía para mover la célula hacia delante. El deslizamiento utiliza diferentes complejos motores, como los complejos de adhesión focal de Myxococcus. A diferencia de las motilidades de contracción y deslizamiento, que son movimientos activos en los que la fuerza motriz es generada por la célula individual, el deslizamiento es un movimiento pasivo. Depende de la fuerza motriz generada por la comunidad celular debido a las fuerzas expansivas causadas por el crecimiento celular dentro de la colonia en presencia de tensioactivos, que reducen la fricción entre las células y la superficie. El movimiento global de una bacteria puede ser el resultado de la alternancia de fases de volteo y natación. Como resultado, la trayectoria de una bacteria que nada en un entorno uniforme formará un paseo aleatorio con nadas relativamente rectas interrumpidas por volteretas aleatorias que reorientan a la bacteria.
Las bacterias también pueden mostrar taxis, que es la capacidad de moverse hacia o lejos de los estímulos de su entorno. En la quimiotaxis, el movimiento global de las bacterias responde a la presencia de gradientes químicos. En la fototaxis, las bacterias pueden acercarse o alejarse de la luz. Esto puede ser especialmente útil para las cianobacterias, que utilizan la luz para la fotosíntesis. Del mismo modo, las bacterias magnetotácticas alinean su movimiento con el campo magnético de la Tierra. Algunas bacterias tienen reacciones de escape que les permiten alejarse de estímulos que podrían dañarlas o matarlas. Esto es fundamentalmente diferente de la navegación o la exploración, ya que los tiempos de respuesta deben ser rápidos. Las reacciones de escape se logran mediante fenómenos similares al potencial de acción y se han observado en biopelículas y en células individuales, como las bacterias cable.
Actualmente existe interés por desarrollar micronadadores biohíbridos, nadadores microscópicos en parte biológicos y en parte diseñados por el ser humano, como bacterias nadadoras modificadas para transportar carga.

## Antecedentes
En 1828, el biólogo británico Robert Brown descubrió el incesante movimiento de sacudida del polen en el agua y describió su hallazgo en su artículo «A Brief Account of Microscopical Observations...» (Un breve relato de observaciones microscópicas...), lo que dio lugar a un extenso debate científico sobre el origen de este movimiento. Este enigma no se resolvió hasta 1905, cuando Albert Einstein publicó su célebre ensayo Über die von der molekularkinetischen Theorie der Wärme geforderte Bewegung von in ruhenden Flüssigkeiten suspendierten Teilchen. Einstein no sólo dedujo la difusión de partículas en suspensión en líquidos en reposo, sino que también sugirió que estos descubrimientos podían utilizarse para determinar el tamaño de las partículas; en cierto sentido, fue el primer microrreólogo del mundo.
Desde que Newton estableció sus ecuaciones del movimiento, el misterio del movimiento a microescala ha surgido con frecuencia en la historia científica, como demuestran célebremente un par de artículos que conviene comentar brevemente. En primer lugar, un concepto esencial, popularizado por Osborne Reynolds, es que la importancia relativa de la inercia y la viscosidad para el movimiento de un fluido depende de ciertos detalles del sistema considerado. El número Reynolds, llamado así en su honor, cuantifica esta comparación como un cociente adimensional de las fuerzas inerciales y viscosas características:
{\displaystyle \mathrm {Re} ={\frac {\rho ul}{\mu }}}

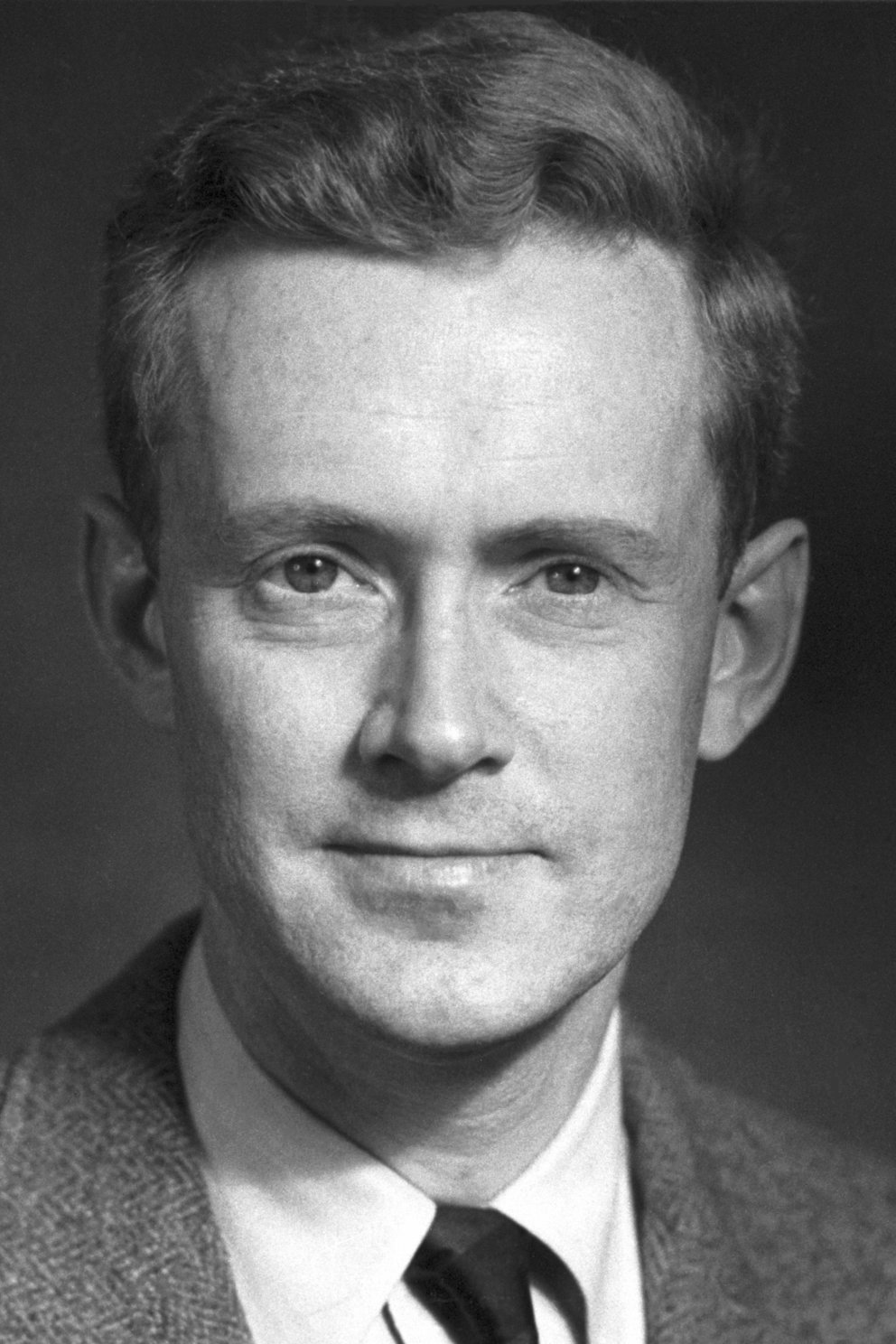
E. M. Purcell

Aquí, ρ representa la densidad del fluido; u es una velocidad característica del sistema (por ejemplo, la velocidad de una partícula nadadora); l es una escala de longitud característica (por ejemplo, el tamaño del nadador); y μ es la viscosidad del fluido. Si se considera que el fluido en suspensión es agua y se utilizan los valores de u observados experimentalmente, se puede determinar que la inercia es importante para los nadadores macroscópicos, como los peces (Re = 100), mientras que la viscosidad domina el movimiento de los nadadores a microescala, como las bacterias (Re = 10-4).
La abrumadora importancia de la viscosidad para la natación a escala micrométrica tiene profundas implicaciones para la estrategia natatoria. E. M. Purcell, que invitó al lector a adentrarse en el mundo de los microorganismos y estudió teóricamente las condiciones de su movimiento, ha tratado este tema de forma memorable. En primer lugar, las estrategias de propulsión de los nadadores a gran escala suelen implicar la transmisión de impulso al fluido circundante en sucesos periódicos discretos, como el desprendimiento de vórtices, y el avance por inercia entre estos sucesos. Esto no puede ser eficaz para nadadores a microescala como las bacterias: debido a la gran amortiguación viscosa, el tiempo de inercia de un objeto de tamaño micrométrico es del orden de 1 μs. La distancia de inercia de un microorganismo que se desplaza a una velocidad típica es de unos 0,1 angstroms (Å). Purcell llegó a la conclusión de que sólo las fuerzas que se ejercen en el momento presente sobre un cuerpo a microescala contribuyen a su propulsión, por lo que es esencial un método de conversión de energía constante.

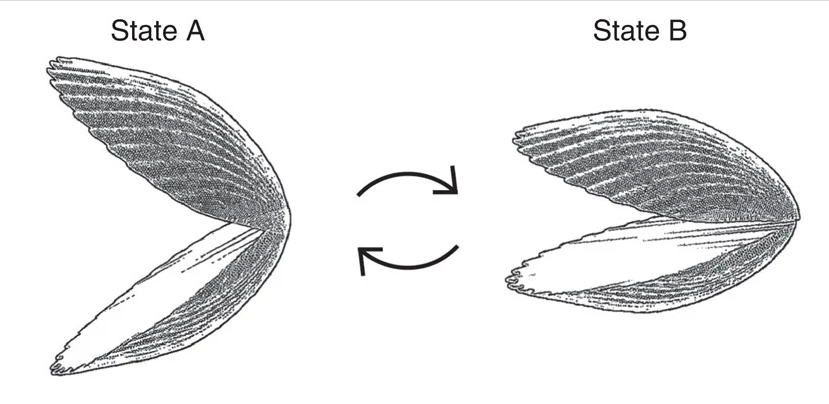
Vieira nadadora de Purcell «Rápida o lenta, desanda exactamente su trayectoria y vuelve al punto de partida».

Los microorganismos han optimizado su metabolismo para la producción continua de energía, mientras que los micronadadores puramente artificiales (microrobots) deben obtener energía del entorno, ya que su capacidad de almacenamiento a bordo es muy limitada. Como consecuencia adicional de la disipación continua de energía, los micronadadores biológicos y artificiales no obedecen las leyes de la física estadística del equilibrio y deben describirse mediante una dinámica de no equilibrio. Matemáticamente, Purcell exploró las implicaciones de un número de Reynolds bajo tomando la ecuación de Navier-Stokes y eliminando los términos inerciales:
{\displaystyle {\begin{aligned}\mu \nabla ^{2}\mathbf {u} -{\boldsymbol {\nabla }}p&={\boldsymbol {0}}\\\end{aligned}}}
Donde {\displaystyle \mathbf {u} } es la velocidad del fluido y {\displaystyle {\boldsymbol {\nabla }}p} es el gradiente de la presión. Como señaló Purcell, la ecuación resultante -la ecuación de Stokes- no contiene ninguna dependencia temporal explícita. Esto tiene algunas consecuencias importantes para la forma en que un cuerpo suspendido (por ejemplo, una bacteria) puede nadar mediante movimientos o deformaciones mecánicas periódicas (por ejemplo, de un flagelo). En primer lugar, la velocidad de movimiento es prácticamente irrelevante para el movimiento del micronadador y del fluido que lo rodea: cambiar la velocidad de movimiento modificará la escala de las velocidades del fluido y del micronadador, pero no cambiará el patrón de flujo del fluido. En segundo lugar, si se invierte la dirección del movimiento mecánico, simplemente se invertirán todas las velocidades del sistema. Estas propiedades de la ecuación de Stokes restringen enormemente la gama de estrategias de natación viables.
Como ilustración concreta, considere una vieira matemática que consta de dos piezas rígidas unidas por una bisagra. ¿Puede la «vieira» nadar abriendo y cerrando periódicamente la bisagra? No: independientemente de cómo el ciclo de apertura y cierre dependa del tiempo, la vieira siempre volverá a su punto de partida al final del ciclo. Aquí se originó la sorprendente cita: «Rápida o lenta, recorre exactamente su trayectoria y vuelve al punto de partida". A la luz de este teorema de la vieira, Purcell desarrolló planteamientos sobre cómo puede generarse movimiento artificial a microescala. Este artículo sigue inspirando debates científicos en curso; por ejemplo, trabajos recientes del grupo Fischer, del Instituto Max Planck de Sistemas Inteligentes, confirmaron experimentalmente que el principio de la vieira sólo es válido para los fluidos newtonianos.

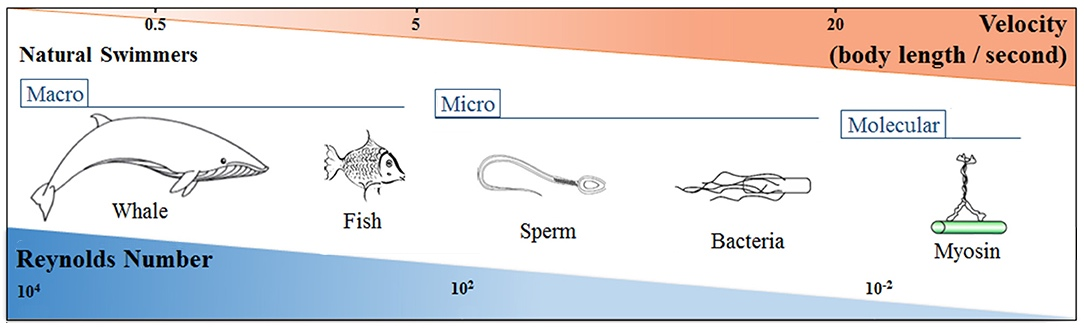
Cambios en la velocidad y el número de Reynolds con la longitud del nadador

Los sistemas móviles se han desarrollado en el mundo natural a lo largo del tiempo y en escalas de longitud que abarcan varios órdenes de magnitud, y han evolucionado anatómica y fisiológicamente para alcanzar estrategias óptimas de autopropulsión y superar las implicaciones de las fuerzas de alta viscosidad y el movimiento browniano, como se muestra en el diagrama de la derecha.
Algunos de los sistemas móviles más pequeños que se conocen son las proteínas motoras, es decir, proteínas y complejos proteicos presentes en las células que llevan a cabo diversas funciones fisiológicas mediante la transducción de energía química en energía mecánica. Estas proteínas motoras se clasifican en miosinas, quinesinas o dineínas. Los motores de miosina son responsables de las contracciones musculares y del transporte de filamentos de actina cargados en forma de vías. Los motores de dineína y los motores de quinesina, por su parte, utilizan microtúbulos para transportar vesículas a través de la célula. El mecanismo que utilizan estos motores proteicos para convertir la energía química en movimiento depende de la hidrólisis de ATP, que conduce a una modificación de la conformación en el dominio motor globular, lo que da lugar a un movimiento dirigido.
Las bacterias pueden dividirse a grandes rasgos en dos grupos fundamentalmente distintos, bacterias grampositivas y gramnegativas, que se distinguen por la arquitectura de su envoltura celular. En ambos casos, la envoltura celular es una estructura compleja de varias capas que protege a la célula de su entorno. En las bacterias grampositivas, la membrana citoplasmática sólo está rodeada por una gruesa pared celular de peptidoglicano. En cambio, la envoltura de las bacterias gramnegativas es más compleja y está formada (de dentro a fuera) por la membrana citoplasmática, una fina capa de peptidoglicano y una membrana externa adicional, también llamada capa de lipopolisacáridos. Otras estructuras de la superficie celular bacteriana van desde capas de limo desorganizadas hasta cápsulas muy estructuradas. Están formadas por polisacáridos o proteínas viscosas o pegajosas que protegen a las células y están en contacto directo con el medio ambiente. Tienen otras funciones, como la adhesión a superficies sólidas. Además, puede haber apéndices proteicos en la superficie: las fimbrias y los pili pueden tener diferentes longitudes y diámetros y sus funciones incluyen la adhesión y la motilidad por contracción.
En concreto, para los microorganismos que viven en medios acuosos, la locomoción se refiere a la natación, y de ahí que el mundo esté lleno de diferentes clases de microorganismos nadadores, como bacterias, espermatozoides, protozoos y algas. Las bacterias se mueven gracias a la rotación de unos filamentos en forma de pelo llamados flagelos, que están anclados a un complejo motor proteico en la pared celular de la bacteria.

## Mecanismos de movimiento

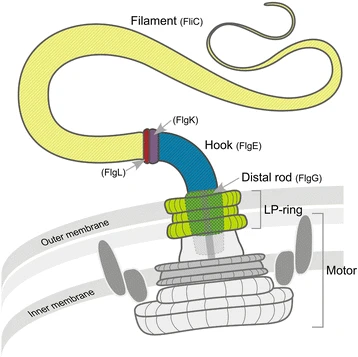
Flagelo de una bacteria gramnegativa girado por un motor molecular en su base.

Las bacterias tienen dos mecanismos primarios diferentes para moverse. El flagelo se utiliza para nadar y formar enjambres, y el pilus (o fimbria) para sacudirse.

### Flagelo
El flagelo (en plural, flagela; un grupo de flagelos se denomina penacho) es un apéndice helicoidal, delgado y largo, unido a la superficie celular por uno de sus extremos, que realiza un movimiento de rotación para empujar o tirar de la célula. Durante la rotación del motor flagelar bacteriano, situado en la membrana, los flagelos giran a velocidades comprendidas entre 200 y 2000 rpm, dependiendo de la especie bacteriana. La subestructura en forma de gancho del flagelo bacteriano actúa como una articulación universal que conecta el motor con el filamento flagelar.
Los procariotas, tanto bacterias como arqueas, utilizan principalmente flagelos para la locomoción.
- Los flagelos bacterianos son filamentos helicoidales, cada uno con un motor rotativo en su base que puede girar en sentido horario o antihorario.[15][16][17][18] Proporcionan dos de los varios tipos de motilidad bacteriana.[19][20]

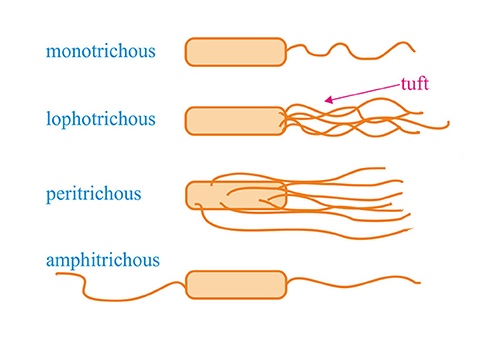
Configuraciones de flagelos bacterianos

- Los flagelos arcaicos se denominan archaelos y funcionan de forma muy similar a los flagelos bacterianos. Estructuralmente, el archaellum es superficialmente similar a un flagelo bacteriano, pero difiere en muchos detalles y se considera no homólogo.[15][21]

Algunas células eucariotas también utilizan flagelos, que pueden encontrarse en algunas protistas y plantas, así como en células animales. Los flagelos eucariotas son proyecciones celulares complejas que se mueven hacia delante y hacia atrás, en lugar de circularmente. Los flagelos procariotas utilizan un motor rotatorio y los eucariotas un complejo sistema de filamentos deslizantes. Los flagelos eucariotas son impulsados por ATP, mientras que los procariotas pueden ser impulsados por ATP (arqueas) o por protones (bacterias).
Existen distintos tipos de flagelación celular en función del número y la disposición de los flagelos en la superficie de la célula, por ejemplo, sólo en los polos celulares o repartidos por toda la superficie de la célula. En la flagelación polar, los flagelos están presentes en uno o en ambos extremos de la célula: si hay un único flagelo en un polo, la célula se denomina monotrica; si hay un penacho de flagelos en un polo, la célula es lofotrica; cuando los flagelos están presentes en ambos extremos, la célula es anfitrica. 
En la flagelación peritricosa, los flagelos se distribuyen en diferentes lugares alrededor de la superficie celular. No obstante, se pueden encontrar variaciones dentro de esta clasificación, como la flagelación lateral y subpolar -en lugar de polar-, monotricos y lofotricos.
El modelo de motor rotatorio utilizado por las bacterias utiliza los protones de un gradiente electroquímico para mover sus flagelos. La torsión en los flagelos de las bacterias es creada por partículas que conducen protones alrededor de la base del flagelo. La dirección de rotación de los flagelos en las bacterias proviene de la ocupación de los canales de protones a lo largo del perímetro del motor flagelar.
El flagelo bacteriano es una proteína-nanomáquina que convierte la energía electroquímica en forma de gradiente de iones H+ o Na+ en trabajo mecánico. El flagelo se compone de tres partes: el cuerpo basal, el gancho y el filamento. El cuerpo basal es un motor reversible que atraviesa la envoltura celular bacteriana. Está compuesto por la varilla central y varios anillos: en las bacterias Gram negativas, son el anillo L externo (lipopolisacárido) y el anillo P (peptidoglicano), y el anillo MS interno (membrana/supramembrana) y el anillo C (citoplasmático). Las proteínas Mot (MotA y MotB) rodean los anillos internos en la membrana citoplasmática; la translocación de iones a través de las proteínas Mot proporciona la energía para la rotación de los flagelos. Las proteínas Fli permiten la inversión de la dirección de rotación de los flagelos en respuesta a estímulos específicos. El gancho conecta el filamento a la proteína motora en la base. El filamento helicoidal está compuesto por muchas copias de la proteína flagelina, y puede girar en el sentido de las agujas del reloj (CW) y en sentido contrario (CCW).

### Pilus (fimbria)

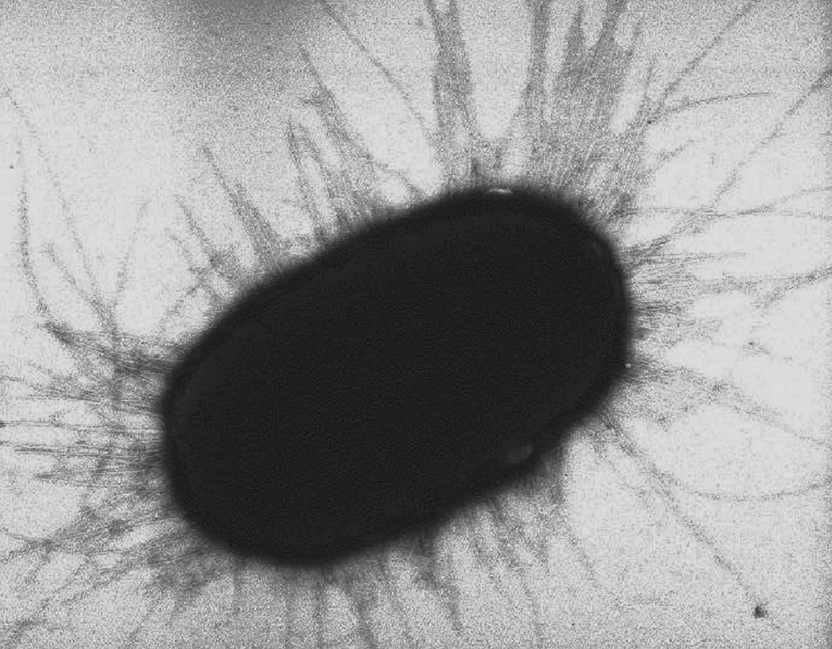
Los pili pueden utilizarse para retorcerse. Son filamentos largos y pegajosos, como se muestra aquí cubriendo esta bacteria E. coli.

Un pilus (pelo en latín) es un apéndice en forma de pelo que se encuentra en la superficie de muchas bacterias y arqueas. Los términos pilus y fimbria (fleco en latín) pueden utilizarse indistintamente, aunque algunos investigadores reservan el término pilus para el apéndice necesario para la conjugación bacteriana. Pueden existir docenas de estas estructuras en la superficie bacteriana y arqueal.
La motilidad por contracción es una forma de motilidad bacteriana rastrera utilizada para desplazarse sobre superficies. El movimiento de sacudida está mediado por la actividad de un tipo particular de pilus denominado pilus de tipo IV que se extiende desde el exterior de la célula, se une a los sustratos sólidos circundantes y se retrae, tirando de la célula hacia delante de forma similar a la acción de un garfio.Los pilus no se utilizan únicamente para la sacudida. También son antigénicos y son necesarios para la formación de biopelículas, ya que adhieren las bacterias a las superficies del huésped para su colonización durante la infección. Son frágiles y se sustituyen constantemente, a veces con pili de diferente composición.

## Otros
La motilidad por deslizamiento es un tipo de translocación independiente de estructuras propulsoras como los flagelos o los pili. El deslizamiento permite a los microorganismos desplazarse por la superficie de películas acuosas bajas. Los mecanismos de esta motilidad sólo se conocen parcialmente. La motilidad de deslizamiento utiliza un conjunto muy diverso de complejos motores diferentes, incluidos, por ejemplo, los complejos de adhesión focal de Myxococcus. La velocidad de deslizamiento varía entre organismos, y la inversión de dirección parece estar regulada por algún tipo de reloj interno.

## Modos de locomoción
La mayoría de las bacterias con forma de bastón pueden desplazarse utilizando su propia fuerza, lo que les permite colonizar nuevos entornos y descubrir nuevos recursos para sobrevivir. El movimiento bacteriano depende no sólo de las características del medio, sino también del uso de distintos apéndices para propulsarse. Los movimientos de enjambre y natación son impulsados por flagelos giratorios. Mientras que el enjambre es un movimiento multicelular 2D sobre una superficie y requiere la presencia de sustancias tensioactivas, la natación es el movimiento de células individuales en medios líquidos.

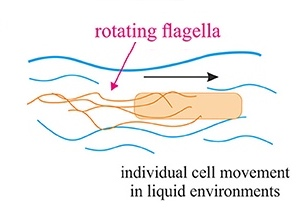
Natación bacteriana

Otros tipos de movimiento que se producen sobre superficies sólidas son la sacudida, el deslizamiento y el deslizamiento, todos ellos independientes de los flagelos. La motilidad de contracción depende de la extensión, adhesión a una superficie y retracción de los pili de tipo IV, que proporcionan la energía necesaria para empujar la célula hacia delante. La motilidad de deslizamiento utiliza un conjunto muy diverso de complejos motores diferentes, incluidos, por ejemplo, los complejos de adhesión focal de Myxococcus. A diferencia de las motilidades de contracción y deslizamiento, que son movimientos activos en los que la fuerza motriz es generada por la célula individual, el deslizamiento es un movimiento pasivo. Depende de la fuerza motriz generada por la comunidad celular debido a las fuerzas expansivas causadas por el crecimiento celular dentro de la colonia en presencia de tensioactivos, que reducen la fricción entre las células y la superficie.

### Natación

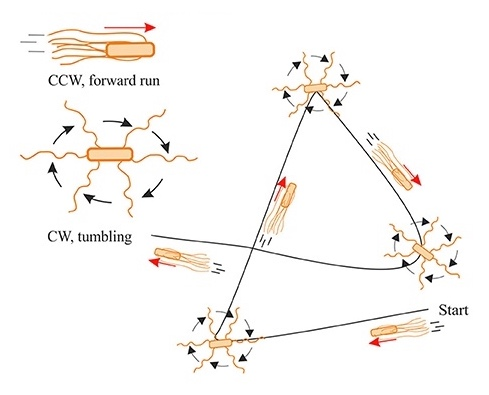
Correr y dar vueltas. Ejemplo: Escherichia coli

Muchas bacterias nadan impulsadas por la rotación de los flagelos fuera del cuerpo celular. A diferencia de los flagelos de los protistas, los flagelos bacterianos son rotores e, independientemente de la especie y del tipo de flagelación, sólo tienen dos modos de funcionamiento: rotación en el sentido de las agujas del reloj (CW) o en sentido contrario (CCW). La natación bacteriana se utiliza en la taxia bacteriana (mediada por receptores específicos y vías de transducción de señales) para que la bacteria se desplace de forma dirigida a lo largo de gradientes y alcance condiciones más favorables para la vida. La dirección de la rotación flagelar está controlada por el tipo de moléculas detectadas por los receptores de la superficie de la célula: en presencia de un gradiente atrayente, aumenta la velocidad de natación suave, mientras que la presencia de un gradiente repelente aumenta la velocidad de volteo.El arquetipo de la natación bacteriana está representado por el organismo modelo Escherichia coli, muy estudiado. Con su flagelación peritricosa, E. coli realiza un patrón de natación de correr y tropezar, como se muestra en el diagrama de la derecha. La rotación en sentido contrario a las agujas del reloj de los motores flagelares da lugar a la formación de un haz flagelar que empuja a la célula hacia delante, paralelamente al eje longitudinal de la célula. La rotación en sentido horario desarma el haz y la célula gira al azar (tumbling). Tras el tumbling, la célula recupera el movimiento rectilíneo en una nueva dirección. Es decir, la rotación CCW da lugar a un movimiento estable y la rotación CW al tumbling; la rotación CCW en una dirección determinada se mantiene durante más tiempo en presencia de moléculas de interés (como azúcares o aminoácidos).

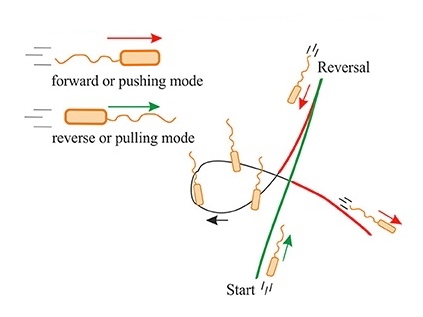
Avance, retroceso y giro por pandeo. Ejemplo: Vibrio alginolyticus. Adaptado de Son et al., 2013.

Sin embargo, el tipo de movimiento natatorio (impulsado por la rotación de los flagelos fuera del cuerpo celular) varía significativamente según la especie y el número/distribución de los flagelos en el cuerpo celular. Por ejemplo, la bacteria marina Vibrio alginolyticus, con su único flagelo polar, nada siguiendo un patrón cíclico de tres pasos (hacia delante, hacia atrás y con sacudidas). La natación hacia delante se produce cuando el flagelo empuja la cabeza de la célula, mientras que la natación hacia atrás se basa en que el flagelo tira de la cabeza al invertirse el motor.

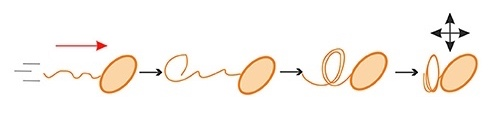
Parada y serpetin. Ejemplo: Rhodobacter sphaeroides. Adaptado de Armitage y Macnab, 1987; Armitage et al., 1999.

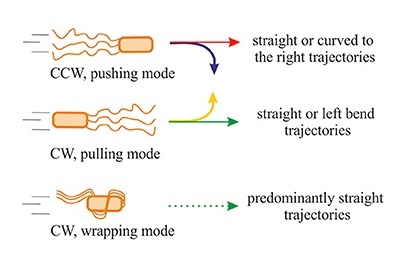
Empujar, tirar y envolver. Ejemplo: Pseudomonas putida. Adaptado de Hintsche et al., 2017.

Además de estas inversiones de 180°, las células pueden reorientarse (un «flick») en un ángulo de unos 90°, lo que se conoce como giro por pandeo. Rhodobacter sphaeroides, con su flagelación subpolar monótona, representa otra estrategia de motilidad: el flagelo sólo gira en una dirección, y se detiene y se enrolla contra el cuerpo celular de vez en cuando, lo que provoca reorientaciones del cuerpo celular. En la bacteria del suelo Pseudomonas putida, un penacho de flagelos helicoidales está unido a su polo posterior. P. putida alterna entre tres modos de natación: empujar, tirar y envolver.
En el modo de empuje, los flagelos giratorios (reunidos en un haz o como un penacho abierto de filamentos individuales) impulsan el movimiento desde el extremo posterior del cuerpo celular. Las trayectorias son rectas o, en las proximidades de una superficie sólida, curvadas hacia la derecha, debido a la interacción hidrodinámica de la célula con la superficie. La dirección de la curvatura indica que los empujadores son impulsados por una hélice zurda que gira en dirección CCW. En el modo de tracción, el haz flagelar giratorio apunta hacia delante. En este caso, las trayectorias son rectas o con tendencia a curvarse hacia la izquierda, lo que indica que los haladores nadan girando un haz helicoidal zurdo en dirección CW. Por último, P. putida puede nadar enrollando el haz de filamentos alrededor de su cuerpo celular, con el polo posterior apuntando en la dirección del movimiento. En ese caso, el haz flagelar adopta la forma de una hélice zurda que gira en dirección CW, y las trayectorias son predominantemente rectas.

### Enjambre(swarming)
La motilidad en enjambre es una translocación rápida (2-10 μm/s) y coordinada de una población bacteriana a través de superficies sólidas o semisólidas, y es un ejemplo de multicelularidad bacteriana y comportamiento en enjambre. La motilidad en enjambre fue descrita por primera vez en 1972 por Jorgen Henrichsen.

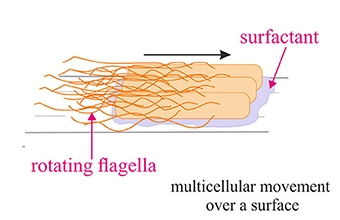
Enjambre de bacterias. Adaptado de: Kearns (2010)

La transición de la movilidad natatoria a la de enjambre suele ir asociada a un aumento del número de flagelos por célula, acompañado de un alargamiento celular. Los experimentos con Proteus mirabilis demostraron que el enjambre requiere el contacto entre células: las células en enjambre se mueven en grupos uno al lado del otro denominados balsas, que añaden o pierden células de forma dinámica: cuando una célula se queda atrás de la balsa, su movimiento se detiene al cabo de poco tiempo; cuando un grupo de células en movimiento en una balsa entra en contacto con una célula estacionaria, se reactiva y se incorpora a la balsa. Más recientemente, Swiecicki y sus colaboradores diseñaron un sistema microfluídico polimérico para confinar células de E. coli en una capa casi bidimensional de tampón de motilidad con el fin de estudiar los diferentes comportamientos de las células que pasan del movimiento de natación al de enjambre.Para ello, forzaron a las células planctónicas de E. coli a adoptar un fenotipo de células en enjambre mediante la inhibición de la división celular (que conduce al alargamiento celular) y la supresión del sistema quimiosensorial (que conduce a células nadadoras lisas que no dan tumbos). El aumento de la densidad bacteriana dentro del canal condujo a la formación de balsas progresivamente más grandes. Las células que colisionaban con la balsa contribuían a aumentar su tamaño, mientras que las células que se movían a una velocidad distinta de la velocidad media dentro de la balsa se separaban de ella.
Las trayectorias celulares y el movimiento flagelar durante el enjambre se estudiaron a fondo para E. coli, en combinación con flagelos marcados con fluorescencia. Los autores describieron cuatro tipos diferentes de trayectorias durante el enjambre bacteriano: movimiento hacia delante, inversiones, movimiento lateral y estancamiento. En el movimiento hacia delante, el eje largo de la célula, el haz flagelar y la dirección del movimiento están alineados, y la propulsión es similar a la de una célula que nada libremente. En una inversión, el haz flagelar se afloja, y los filamentos del haz cambian de su «forma normal» (hélices zurdas) a una forma «rizada» de hélices derechas con menor paso y amplitud. Sin cambiar su orientación, el cuerpo celular retrocede a través del haz aflojado. El haz vuelve a formarse a partir de filamentos rizados en el polo opuesto del cuerpo celular, y los filamentos acaban relajándose hasta recuperar su forma normal. El movimiento lateral puede deberse a colisiones con otras células o a una inversión motora. Finalmente, las células estancadas se detienen, pero los flagelos continúan girando y bombeando fluido delante del enjambre, normalmente en el borde del enjambre.

### Espasmódico (twitching)

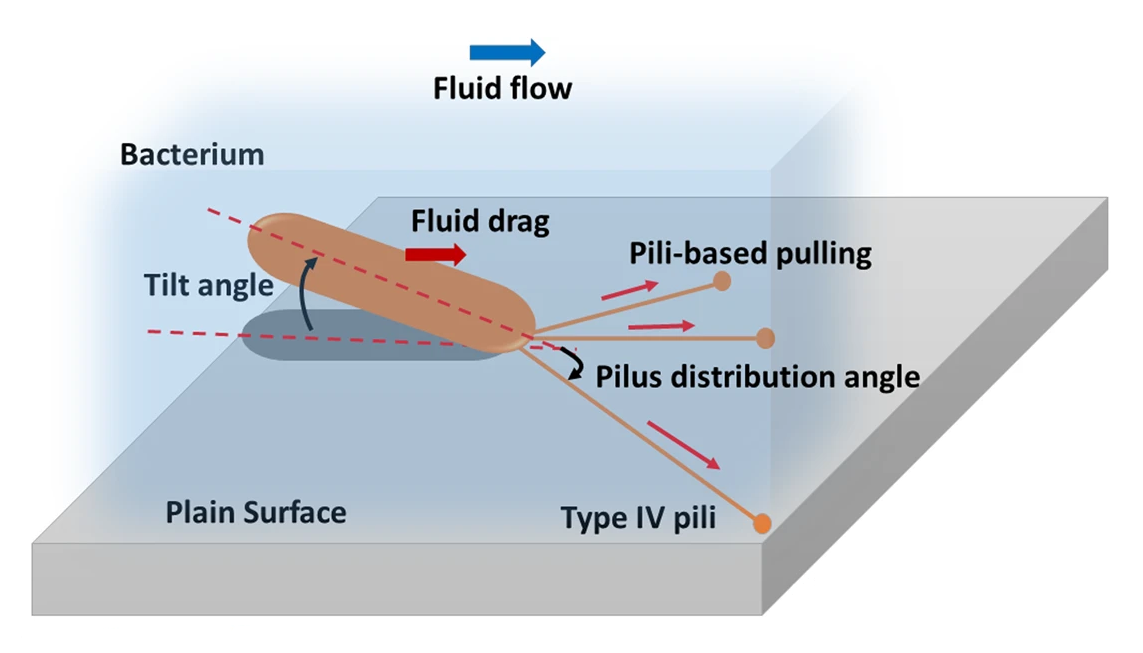
Espasmo bacteriano

La motilidad por espasmos es una forma de motilidad bacteriana rastrera que se utiliza para desplazarse sobre superficies. La motilidad espasmódica está mediada por la actividad de filamentos similares a pelos denominados pili de tipo IV que se extienden desde el exterior de la célula, se unen a los sustratos sólidos circundantes y se retraen, tirando de la célula hacia delante de forma similar a la acción de un garfio. El nombre de motilidad espasmódica deriva de los movimientos espasmódicos e irregulares característicos de las células individuales cuando se observan al microscopio.
Una biopelícula bacteriana es una comunidad bacteriana adherida a una superficie a través de materiales poliméricos extracelulares. Antes de la formación de la biopelícula, las bacterias pueden necesitar depositarse en la superficie desde su estado planctónico. Una vez que las bacterias se depositan en la superficie, pueden «retorcerse» o arrastrarse por ella mediante apéndices denominados pili de tipo IV para «explorar» el sustrato y encontrar lugares adecuados para su crecimiento y, por tanto, para la formación de biopelículas. Los pilus emanan de la superficie bacteriana y pueden medir hasta varios micrómetros de largo (aunque su diámetro es nanométrico). El movimiento de las bacterias se produce mediante ciclos de polimerización y despolimerización de los pilus de tipo IV. La polimerización hace que los pilus se alarguen y acaben adhiriéndose a las superficies. La despolimerización hace que los pilus se retraigan y se desprendan de las superficies. La retracción de los pilus produce fuerzas de tracción sobre la bacteria, que se verá arrastrada en la dirección de la suma vectorial de las fuerzas de los pilus, dando lugar a un movimiento espasmódico. Un pilus de tipo IV típico puede producir una fuerza superior a 100 piconewtons y un haz de pili puede producir fuerzas de tracción de hasta varios nanonewtons. Las bacterias pueden utilizar los pili no sólo para moverse, sino también para interacciones célula-célula,detección de superficies y captación de ADN.

### Deslizamiento (gliding)

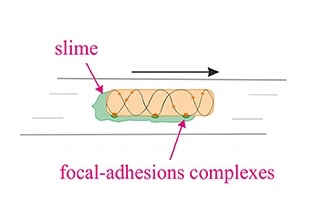
Deslizamiento bacteriano. Modelo de adhesión focal Adaptado de: Islam y Mignot (2015).

La motilidad por deslizamiento es un tipo de translocación independiente de estructuras propulsoras como los flagelos o los pili. El deslizamiento permite a los microorganismos desplazarse por la superficie de películas acuosas bajas. Los mecanismos de esta motilidad sólo se conocen parcialmente. La velocidad de deslizamiento varía según los organismos, y la inversión de dirección parece estar regulada por algún tipo de reloj interno. Por ejemplo, los apicomplejos son capaces de desplazarse a velocidades rápidas de entre 1-10 μm/s. En cambio, Myxococcus xanthus, una bacteria del fango, puede deslizarse a una velocidad de 5 μm/min. En las mixobacterias, las bacterias individuales se mueven juntas para formar oleadas de células que luego se diferencian para formar cuerpos fructíferos que contienen esporas. Las mixobacterias se mueven sólo cuando están sobre superficies sólidas, a diferencia de, por ejemplo, E. coli, que es móvil en medios líquidos o sólidos.

### No móvil
Las especies no móviles carecen de la capacidad y las estructuras que les permitirían propulsarse, por sus propios medios, a través de su entorno. Cuando se cultivan bacterias no móviles en un tubo punzante, sólo crecen a lo largo de la línea punzante. Si las bacterias son móviles, la línea aparecerá difusa y se extenderá por el medio.

## Taxis bacterianos: Movimiento dirigido
Se dice que las bacterias exhiben taxia si se mueven de forma dirigida hacia algún estímulo de su entorno o alejándose de él. Este comportamiento permite a las bacterias reposicionarse en relación con el estímulo. Se pueden distinguir distintos tipos de taxia según la naturaleza del estímulo que controla el movimiento dirigido, como la quimiotaxis (gradientes químicos como la glucosa), la aerotaxis (oxígeno), la fototaxis (luz), la termotaxis (calor) y la magnetotaxis (campos magnéticos).

### Quimiotaxis
El movimiento general de una bacteria puede ser el resultado de la alternancia de fases de voltereta y natación. Como resultado, la trayectoria de una bacteria nadando en un entorno uniforme formará un paseo aleatorio con nadas relativamente rectas interrumpidas por volteretas aleatorias que reorientan a la bacteria. Las bacterias como E. coli son incapaces de elegir la dirección en la que nadan y son incapaces de nadar en línea recta durante más de unos segundos debido a la difusión rotacional; en otras palabras, las bacterias «olvidan» la dirección en la que van. Evaluando repetidamente su rumbo y ajustándolo si se mueven en la dirección equivocada, las bacterias pueden dirigir su movimiento de paseo aleatorio hacia lugares favorables.
En presencia de un gradiente químico, las bacterias realizan quimiotaxis o dirigen su movimiento general en función del gradiente. Si la bacteria detecta que se mueve en la dirección correcta (hacia el atrayente/lejos del repelente), seguirá nadando en línea recta durante más tiempo antes de dar tumbos; sin embargo, si se mueve en la dirección equivocada, dará tumbos antes. Las bacterias como E. coli utilizan la detección temporal para decidir si su situación mejora o no y, de este modo, encuentran el lugar con mayor concentración de atrayente, detectando incluso pequeñas diferencias de concentración.
Este paseo aleatorio sesgado es el resultado de elegir simplemente entre dos métodos de movimiento aleatorio; a saber, dar volteretas y nadar en línea recta. La naturaleza helicoidal del filamento flagelar individual es fundamental para que se produzca este movimiento. La estructura proteica que compone el filamento flagelar, la flagelina, se conserva entre todas las bacterias flageladas. Los vertebrados parecen haber aprovechado este hecho al poseer un receptor inmunitario (TLR5) diseñado para reconocer esta proteína conservada.
Como en muchos casos en biología, hay bacterias que no siguen esta regla. Muchas bacterias, como Vibrio, son monoflageladas y tienen un solo flagelo en un polo de la célula. Su método de quimiotaxis es diferente. Otras poseen un único flagelo que se mantiene dentro de la pared celular. Estas bacterias se mueven haciendo girar toda la célula, que tiene forma de sacacorchos.
La capacidad de los microbios marinos para navegar hacia puntos químicos críticos puede determinar su absorción de nutrientes y tiene el potencial de afectar al ciclo biogeoquímico marino. La relación entre la navegación bacteriana y el ciclo de nutrientes pone de relieve la necesidad de comprender cómo funciona la quimiotaxis en el contexto de los microambientes marinos. La quimiotaxis depende de la unión/desunión estocástica de moléculas con receptores de superficie, la transducción de esta información a través de una cascada de señalización intracelular y la activación y control de motores flagelares. La aleatoriedad intrínseca de estos procesos es un reto central que las células deben afrontar para navegar, sobre todo en condiciones de dilución en las que el ruido y la señal son de magnitud similar. Tales condiciones son omnipresentes en el océano, donde las concentraciones de nutrientes son a menudo extremadamente bajas y están sujetas a una rápida variación en el espacio (por ejemplo, materia particulada, plumas de nutrientes) y en el tiempo (por ejemplo, fuentes difusoras, mezcla de fluidos).
Las interacciones a pequeña escala entre las bacterias marinas y la materia orgánica disuelta y en partículas sustentan la biogeoquímica marina, lo que favorece la productividad e influye en el almacenamiento y la retención de carbono en los océanos del planeta. Históricamente ha sido muy difícil caracterizar los entornos marinos en las microescalas más relevantes para cada bacteria. En su lugar, los investigadores han tomado muestras de volúmenes de agua mucho mayores y han realizado comparaciones de un lugar de muestreo a otro. Sin embargo, a las escalas de longitud relevantes para los microbios individuales, el océano es un paisaje intrincado y dinámico de parches de nutrientes, a veces demasiado pequeños para mezclarse por turbulencia. La capacidad de los microbios para navegar activamente por estos entornos estructurados utilizando la quimiotaxis puede influir mucho en su absorción de nutrientes. Aunque algunos trabajos han examinado perfiles químicos dependientes del tiempo, las investigaciones anteriores sobre quimiotaxis con E. coli y otros organismos modelo han examinado habitualmente gradientes químicos estables lo bastante fuertes como para provocar una respuesta quimiotáctica perceptible. Sin embargo, los gradientes químicos típicos que encuentran las bacterias marinas salvajes suelen ser muy débiles, de naturaleza efímera y con concentraciones de fondo bajas. Los gradientes poco profundos son relevantes para las bacterias marinas porque, en general, los gradientes se debilitan a medida que uno se aleja de la fuente. Sin embargo, detectar tales gradientes a distancia tiene un enorme valor, porque apuntan hacia las fuentes de nutrientes. Los gradientes poco profundos son importantes precisamente porque pueden usarse para navegar hasta regiones cercanas a las fuentes donde los gradientes se vuelven pronunciados, las concentraciones son altas y las bacterias pueden adquirir recursos a un ritmo elevado.

### Fototaxis
La fototaxis es un tipo de taxia, o movimiento locomotor, que se produce cuando todo un organismo se desplaza hacia un estímulo luminoso o se aleja de él. Esto resulta ventajoso para los organismos fotótrofos, ya que pueden orientarse de la forma más eficiente para recibir luz para la fotosíntesis. La fototaxis se denomina positiva si el movimiento es en la dirección del aumento de la intensidad de la luz y negativa si la dirección es opuesta.
En los procariotas se observan dos tipos de fototaxis positiva. El primero se denomina «escotofobotaxis» (de la palabra «escotofobia»), que sólo se observa al microscopio. Se produce cuando una bacteria nada por casualidad fuera de la zona iluminada por el microscopio. Al entrar en la oscuridad, la célula invierte el sentido de rotación de los flagelos y vuelve a entrar en la luz. El segundo tipo de fototaxis es la fototaxis verdadera, que consiste en un movimiento dirigido hacia arriba por un gradiente hacia una cantidad creciente de luz. Es análoga a la quimiotaxis positiva, salvo que el atrayente es la luz y no una sustancia química.
Las respuestas fototácticas se observan en varias bacterias y arqueas, como Serratia marcescens. Las proteínas fotorreceptoras son proteínas sensibles a la luz que intervienen en la detección y respuesta a la luz en diversos organismos. Algunos ejemplos son la bacteriorrodopsina y los bacteriofitocromos en algunas bacterias. Véase también: fitocromo y fototropismo.
La mayoría de los procariotas (bacterias y arqueas) son incapaces de percibir la dirección de la luz, porque a una escala tan pequeña es muy difícil fabricar un detector que pueda distinguir una única dirección de la luz. Sin embargo, los procariotas pueden medir la intensidad de la luz y moverse en un gradiente de intensidad luminosa. Algunos procariotas filamentosos deslizantes pueden incluso percibir la dirección de la luz y realizar giros dirigidos, pero su movimiento fototáctico es muy lento. Algunas bacterias y arqueas son fototácticas.
En la mayoría de los casos, el mecanismo de fototaxis es un paseo aleatorio sesgado, análogo a la quimiotaxis bacteriana. Las arqueas halófilas, como Halobacterium salinarum, utilizan rodopsinas sensoriales (SR) para la fototaxis. Las rodopsinas son 7 proteínas transmembrana que unen retinal como cromóforo. La luz desencadena la isomerización del retinal, lo que conduce a la señalización fototransductora a través de un sistema de relé de fosfotransferencia de dos componentes. Halobacterium salinarum tiene dos SRs, SRI y SRII, que señalan a través de las proteínas transductoras HtrI y HtrII (transductores halobacterianos para SRs I y II), respectivamente. La señalización descendente en arquebacterias fototácticas implica CheA, una histidina quinasa, que fosforila el regulador de respuesta, CheY. CheY fosforilado induce inversiones de natación. Los dos SR en Halobacterium tienen funciones diferentes. SRI actúa como un receptor atrayente para la luz naranja y, a través de una reacción de dos fotones, como un receptor repelente para la luz cercana al ultravioleta, mientras que SRII es un receptor repelente para la luz azul. Dependiendo de qué receptor se exprese, si una célula nada hacia arriba o hacia abajo en un gradiente de luz pronunciado, la probabilidad de cambio flagelar será baja. Si la intensidad de la luz es constante o cambia en la dirección equivocada, un cambio en la dirección de rotación flagelar reorientará a la célula en una dirección nueva y aleatoria. Como la longitud de las pistas es mayor cuando la célula sigue un gradiente de luz, las células acabarán acercándose o alejándose de la fuente de luz. Esta estrategia no permite la orientación a lo largo del vector de luz y sólo funciona si existe un gradiente de luz pronunciado (es decir, no en aguas abiertas).
Algunas cianobacterias (por ejemplo, Anabaena, Synechocystis) pueden orientarse lentamente a lo largo de un vector de luz. Esta orientación se produce en filamentos o colonias, pero sólo en superficies y no en suspensión. La cianobacteria filamentosa Synechocystis es capaz de orientación fototáctica bidimensional tanto positiva como negativa. La respuesta positiva está probablemente mediada por un fotorreceptor bacteriofitocromo, TaxD1. Esta proteína tiene dos dominios GAF de unión al cromóforo, que se unen al cromóforo biliverdina, y un dominio C-terminal típico de los receptores taxis bacterianos (dominio de señal MCP). TaxD1 también tiene dos segmentos transmembrana N-terminales que anclan la proteína a la membrana. Los dominios fotorreceptor y de señalización son citoplasmáticos y señalizan a través de un sistema de transducción de señales de tipo CheA/CheY para regular la motilidad mediante pili tipo IV.  TaxD1 se localiza en los polos de las células en forma de bastón de Synechococcus elongatus, de forma similar a los receptores quimiosensoriales que contienen MCP en bacterias y arqueas.  Se desconoce cómo se consigue la dirección de los filamentos. La lenta dirección de estos filamentos de cianobacterias es el único comportamiento sensor de la dirección de la luz que podrían desarrollar los procariotas debido a la dificultad de detectar la dirección de la luz a esta pequeña escala.

### Magnetotaxis

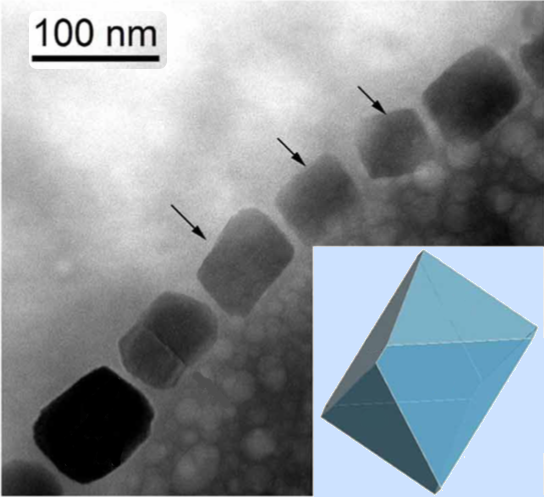
Cadena de magnetosomas con hábitos octaédricos modelados abajo a la derecha.

Las bacterias magnetotácticas se orientan a lo largo de las líneas del campo magnético de la Tierra. Se cree que esta alineación ayuda a estos organismos a alcanzar regiones con una concentración óptima de oxígeno.Para realizar esta tarea, estas bacterias tienen orgánulos biomineralizados llamados magnetosomas que contienen cristales magnéticos. El fenómeno biológico de los microorganismos que tienden a moverse en respuesta a las características magnéticas del entorno se conoce como magnetotaxis. Sin embargo, este término es engañoso, ya que cualquier otra aplicación del término taxia implica un mecanismo de estímulo-respuesta. A diferencia de la magnetorrecepción de los animales, las bacterias contienen imanes fijos que las obligan a alinearse -incluso las células muertas son arrastradas a alinearse, como la aguja de una brújula.

### Respuesta de escape
La respuesta de escape es una forma de taxia negativa. Los estímulos que pueden dañar o matar exigen una detección rápida. Esto es fundamentalmente distinto de la navegación o la exploración, en términos de las escalas de tiempo disponibles para la respuesta. La mayoría de las especies móviles albergan una forma de respuesta fóbica o de emergencia distinta de su locomoción en estado estacionario. Las reacciones de escape no están estrictamente orientadas, sino que suelen implicar un movimiento hacia atrás, a veces con un componente geotáctico negativo. En bacterias y arqueas, se han observado fenómenos similares al potencial de acción en biopelículas y también en células individuales como las bacterias cable. La arquea Halobacterium salinarium muestra una respuesta fotofóbica caracterizada por una inversión de 180° de su dirección de natación inducida por una inversión en la dirección de rotación flagelar. Al menos algunos aspectos de esta respuesta están probablemente mediados por cambios en el potencial de membrana por la bacteriorhodopsina, una bomba de protones accionada por la luz. Los fenómenos similares al potencial de acción en procariotas son diferentes de los potenciales de acción eucariotas clásicos. Los primeros son menos reproducibles, más lentos y presentan una distribución más amplia de la amplitud y duración de los impulsos.

### Otras taxias
- La aerotaxis es la respuesta de un organismo a la variación de la concentración de oxígeno, y se da principalmente en bacterias aerobias.[104]

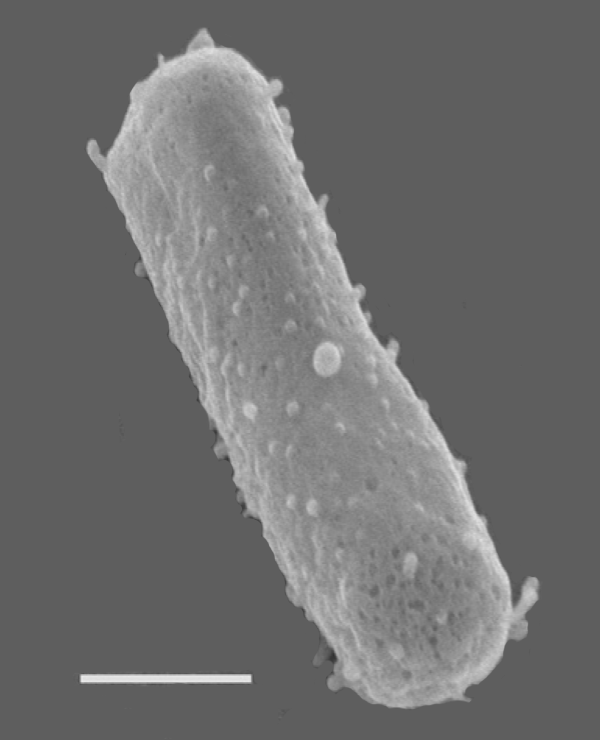
Halobacterium salinarum NRC-1. Barra de tamaño = 270 nm

- Halobacterium salinarum NRC-1. Barra de tamaño = 270 nmLa taxis energética es la orientación de las bacterias hacia condiciones de actividad metabólica óptima mediante la detección de las condiciones energéticas internas de la célula. Por tanto, a diferencia de la quimiotaxis (taxis hacia o desde un compuesto extracelular específico), la taxis energética responde a un estímulo intracelular (por ejemplo, fuerza motriz de protones, actividad de NDH-1) y requiere actividad metabólica.[132]

## Modelado matemático

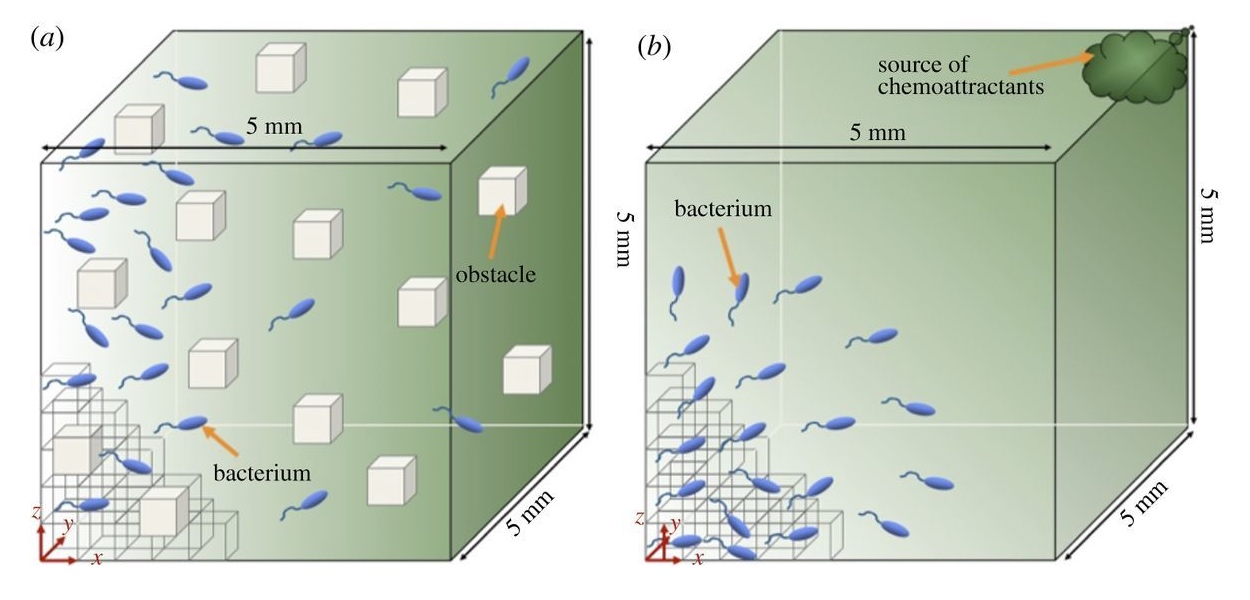
Simulación mediante el simulador de redes bacterianas BNSim del comportamiento natatorio de Serratia marcescens (a) sin, y (b) con, la presencia de un quimioatrayente.

Los modelos matemáticos utilizados para describir la dinámica de la natación bacteriana pueden clasificarse en dos categorías. La primera categoría se basa en una visión microscópica (es decir, a nivel celular) de la natación bacteriana mediante un conjunto de ecuaciones en las que cada ecuación describe el estado de un único agente. La segunda categoría ofrece una visión macroscópica (es decir, a nivel de población) mediante ecuaciones diferenciales parciales basadas en el continuo que captan la dinámica de la densidad de población en el espacio y el tiempo, sin tener en cuenta la dinámica intracelular. a nivel de población) mediante ecuaciones diferenciales parciales basadas en el continuo que captan la dinámica de la densidad de población en el espacio y el tiempo, sin considerar directamente las características intracelulares.
Entre los modelos actuales, Schnitzer utiliza la ecuación de Smoluchowski para describir el recorrido aleatorio sesgado de las bacterias durante la quimiotaxis para buscar alimento. Para centrarse en una descripción detallada del movimiento que tiene lugar durante un intervalo de recorrido de las bacterias, de Gennes deriva la longitud media de recorrido recorrida por las bacterias durante un intervalo en sentido contrario a las agujas del relo.  En la misma dirección, para considerar las condiciones ambientales que afectan al paseo aleatorio sesgado de las bacterias, Croze y sus colaboradores estudian experimental y teóricamente el efecto de la concentración de agar blando en la quimiotaxis de las bacterias.
Para estudiar el efecto de los obstáculos (otra condición ambiental) en el movimiento de las bacterias, Chepizhko y sus colaboradores estudian el movimiento de partículas autopropulsadas en un entorno bidimensional heterogéneo y demuestran que el desplazamiento cuadrático medio de las partículas depende de la densidad de obstáculos y de la velocidad de giro de las partículas.  A partir de estos modelos, Cates destaca que la dinámica bacteriana no siempre obedece al equilibrio detallado, lo que significa que es un proceso de difusión sesgado que depende de las condiciones ambientales. Además, Ariel y sus colaboradores se centran en la difusión de las bacterias y demuestran que éstas realizan una superdifusión durante el enjambre sobre una superficie.